# Indigenátus
Az indigenátus (nemesség honosság) 1848 előtt a magyar nemesség honossága elnyerése egy külföldi nemes részéről. Az indigenátus a magyar nemesség megszerzésének egyik speciális módja volt, amely által a honosított külföldi a magyar nemesi nemzet tagja lett. Az indigenátus a rendi korszak alatt az európai monarchiák többségében létezett. A befogadott indigena nemessége (a magyar nemesség természete szerint) annak minden törvényes fiú utódjára ipso jure átszállt. A magyar indigenátus kizárólag a magyar uralkodótól származott és egyenlő erejű volt egy királyi nemesi adománnyal.
Az indigenátusnak tökéletes példája a főnemesi itáliai származású őrgróf Pallavicini Edvard (1787–1839) esete, aki a Magyar Királyságba költözött és 1803. szeptember 29-én I. Ferenc magyar királytól magyar indigenátust nyert, és onnantól fogva nemessége valamint az őrgrófi címe magyarnak számított.